# ماري أغنيس تشيس
ماري أغنيس ميرا تشيس (بالإنجليزية: Mary Agnes Chase)‏ (29 أبريل 1869 – 24 سبتمبر 1963) كانت عالمة نبات أمريكية عملت في وزارة الزراعة الأمريكية ومؤسسة سميثسونيان. «تُعدّ أحد علماء الزراعة البارزين في العالم» وهي معروفة بعملها في دراسة الأعشاب، وبصفتها ناشطة في مجال حق النساء في التصويت.

## حركة حق المرأة في التصويت
مع أن «سلطة تشيس داخل مؤسستها كانت عُرضة للتقويض بفعل أنشطتها السياسية في بعض الأحيان»، فقد اعتقدت أنه من الضروري معالجة التمييز بين الجنسين في حال كان له تأثير سلبي على قدرة المرأة على تحقيق النجاح على الصعيدين الاجتماعي والمهني. اضطرت تشيس إلى تجاهل الضرر المحتمل الذي يمكن أن يحدثه دعمها لحقوق المرأة في حياتها المهنية بصفتها عالمة زراعة محترمة من أجل تحقيق النجاح باعتبارها مؤيدة شرعية للقضية.
تُعدّ تشيس أحد العلماء البارزين وأرادت إضفاء الطابع الديمقراطي على هذا المجال من خلال جعل المعرفة العلمية متاحة ومفهومة لجمهور أوسع. عملت تشيس مرشدة للطلاب المتقدمين لكن المحرومين في العلوم، بالإضافة إلى النساء الراغبات في أن يصبحن عالمات نبات. فهمت تشيس باعتبارها موظفة في الحكومة مدى صعوبة إضفاء الشرعية على شغفها بالعلوم عندما لم تتمكن من إقناع رؤسائها بتزويدها بالمال أو الموارد للسفر وإكمال البحث، واضطرت في مرحلة ما إلى تمويل رحلتها الخاصة لجمع العينات بينما كانت تكافح من أجل وضع ميزانية راتب سنوي مقدراها 720 دولارًا. عانت تشيس التمييز على أساس الجنس في المجال العلمي، على سبيل المثال، استبعادها من البعثات إلى بنما في الفترة بين عامي 1911 و1912 لأن المتبرعين للبعثة كانوا يخشون أن وجود باحثات من شأنه أن يصرف انتباه الرجال. لمساعدة النساء وتسهيل أبحاثهن العلمية، سافرت تشيس إلى أمريكا الجنوبية، وكندا، والفلبين لتكون «مرشدة ليبرالية وداعمة، [شجعت] الاستقلال و[احتاجت] إلى القليل من السيطرة على طلابها»، وفتحت منزلها أيضًا للشابات المحتاجات إلى مكان للإقامة في أثناء استكمال دراستهن. في أوائل القرن العشرين، لم يكن بمقدور غالبية النساء المهتمات بالعلوم متابعة عملهن أمينات متحف إذا أردن الحصول على فرص بحث أو اتصالات بعلماء آخرين. هذا الواقع هو ما دفع تشيس إلى إعادة تعريف «رؤية ما المسار الوظيفي في العلوم» في مناصبها الإرشادية، واستمر دعمها لحقوق المرأة بالحصول على زخم في مجال العلوم والعالم السياسي المحيط بها.
أسست لوسي ستون الجمعية الوطنية الأمريكية لحق المرأة في الاقتراع في عام 1890، إذ جمعت أيديولوجيات وجداول أعمال مجموعتين تتنافسان في المطالبة بحق الاقتراع: الجمعية الوطنية للمطالبة بحق المرأة في الاقتراع، والجمعية الأمريكية المطالِبة بحق المرأة في الاقتراع. تولت لوسي بيرنز وأليس بول مناصب بارزة في الجمعية الوطنية الأمريكية لحق المرأة في الاقتراع، وبينما آمنتا بمهمة المنظمة لتحقيق الاقتراع، لم تتفقا بالضرورة على فكرة أن مثل هذا التغيير قد يحدث بدعم من الولايات وحدها. انفصلت الاثنتان عن الجمعية الوطنية الأمريكية لحق المرأة في الاقتراع في عام 1916، لتشكلا منظمتهما الخاصة بعنوان الحزب الوطني للمرأة، وهو قانون راديكالي منح حرية الكفاح من أجل إجراء تعديل فيدرالي لصالح حق المرأة في الاقتراع لكليهما.
شاركت ماري أغنيس تشيس باعتبارها منادية نشطة في منح المرأة حق الاقتراع في سلسلة من المظاهرات التي قادتها «الحارسات الصامتات»، وهنّ أعضاء في الحزب الوطني للمرأة أردن أن يستمع الرئيس ويلسون إلى ما تقوله النساء حول التصويت. حاولت «الحارسات الصامتات» التسلل إلى البيت الأبيض بكل طريقة ممكنة، وأرسلن 300 مندوبة للقاء الرئيس لمناقشة الحاجة إلى تعديل حق الاقتراع الفيدرالي، ورفعت النساء لافتة كُتب عليها «أصوات للنساء» في معرض البيت الأبيض في أثناء حضور اجتماع مجلس النواب، وجرت الاعتصامات عند كل مدخل لبوابات البيت الأبيض، وكُتب على اللافتات والشعارات «ماذا ستفعل من أجل حق المرأة في التصويت؟»، و«أيها الرئيس، إلى متى يتعين على المرأة أن تنتظر الحرية؟». كان لكل يوم موضوعه إذ يمكن تمثيل النساء من جميع مناحي الحياة في مظاهرة حق الاقتراع، كانت هناك أيام رسمية للنساء لتمثيل ولاياتهن، وأيام مهنية لتمثيل مجالات دراستهن، مثل القانون، والعلوم، والصحافة. كان الهدف من «الحارسات الصامتات» هو الصمود إلى أجل غير مسمى حتى الوصول إلى حل وسط، وبينما اعتقدت الجمعية الوطنية الأمريكية لحق المرأة في الاقتراع أن أفعالهن عسكرية للغاية، تبرع العديد من المتعاطفين مع الحركة بالمال من أجل استمرار الاعتصام والمظاهرات، وجمعن أكثر من 3000 دولار بالمجمل. قطعت تشيس عهدًا على نفسها علنًا بحرق أي منشور صادر عن الرئيس ويلسون يستخدم كلمات مثل «ليبرالية» و«حرية» إلى أن يمنح النساء حق التصويت. ردًا على هذه المظاهرات، أُلقي القبض على العديد من نساء الحزب الوطني للمرأة وأُرسلن إلى الإصلاحيات، وكان من بينهن بول وتشيس. عندما أعلِن أن هؤلاء النساء خضعن للتغذية القسرية بعد الإضراب عن الطعام في الإصلاحيات، قُدم المزيد من الدعم لقضية الاقتراع، وتسبب هذا التعاطف في النهاية بإطلاق سراح بول وتشيس وغيرهما من العاملات المعتقلات في الإصلاحيات. لعب الإصرار الذي أظهره الحزب الوطني للمرأة دورًا رئيسيًا في التأثير في إقرار تعديل حق التصويت في عام 1919، والتعديل التاسع عشر في عام 1920.